# 角田悠紀
角田 悠紀（かくだ ゆうき、1982年（昭和57年）10月30日 - ）は、日本の政治家、テレビ局記者。元富山県高岡市長（1期）、元高岡市議会議員（1期）。

## 来歴

### 生い立ち
富山県高岡市出身。高岡市立横田小学校、高岡市立南星中学校、高岡第一高等学校卒業。
2005年（平成17年）3月、立命館大学法学部法学科政治行政専攻卒業。同年4月、富山テレビ放送に入社。報道部に在籍し、記者として勤務。2016年（平成28年）3月、退職。
2017年（平成29年）10月に行われた高岡市議会議員選挙に無所属で立候補し初当選した。自由民主党に属し活動。

### 2021年高岡市長選挙
2021年（令和3年）4月5日、自民党高岡市連は、次期高岡市長選挙の推薦候補を決めるための選考委員会（委員21人）を開いた。党市連の公募には角田のほか、元市教育長の米谷和也、元テレビ朝日社員の出町譲の3人が応募。米谷が13票、角田が8票を集め、米谷が推薦候補に決定した。
同年6月27日告示、7月4日投開票の市長選に自民市議8人、日本維新の会参議院議員の柴田巧、元衆議院議員の吉田豊史の支援を受けて立候補。自民党高岡市連、市議13人、橘慶一郎衆議院議員、経済団体幹部の支援を受けた米谷、前富山市長の森雅志の支援を受けた出町を破り初当選した。7月12日、市長就任。
※当日有権者数：141,592人 最終投票率：58.71%（前回比：pts）
| 候補者名 | 年齢 | 所属党派 | 新旧別 | 得票数   | 得票率 | 推薦・支持             |
| -------- | ---- | -------- | ------ | -------- | ------ | ---------------------- |
| 角田悠紀 | 38   | 無所属   | 新     | 36,712票 | 44.50% |                        |
| 米谷和也 | 63   | 無所属   | 新     | 26,347票 | 31.93% | （推薦）自民党高岡市連 |
| 出町譲   | 56   | 無所属   | 新     | 19,445票 | 23.57% |                        |

市長選後、高岡市の自由民主党福岡支部は、造反した水口清志市議と中村清志市議を「6カ月の役職停止」処分とした。8月2日、自由民主党高岡市連は全体役員会を開き、市議のうち、同じく造反した金森一郎と曽田康司を「6カ月の役職停止」処分、本田利麻、酒井善広、高岡宏和、筏井哲治の4人を「3カ月の役職停止」処分とした。市長選で選対総括責任者を務めていた渡辺守人県議は敗戦の責任をとり、市連の支部長を辞任。後任として酒井立志県議が支部長に就いた。

### 2025年高岡市長選挙
2025年（令和7年）6月29日に行われた市長選には自民党・公明党の推薦を得た角田、前回戦った前市議の出町譲、前市議の中川加津代の3人が立候補した。出町が角田を大差をつけて破り、初当選を果たした。
※当日有権者数：136,460人 最終投票率：55.65%（前回比：3.06pts）
| 候補者名   | 年齢 | 所属党派 | 新旧別 | 得票数   | 得票率 | 推薦・支持             |
| ---------- | ---- | -------- | ------ | -------- | ------ | ---------------------- |
| 出町譲     | 60   | 無所属   | 新     | 43,223票 | 57.44% |                        |
| 角田悠紀   | 42   | 無所属   | 現     | 26,582票 | 35.33% | （推薦）自民党・公明党 |
| 中川加津代 | 57   | 無所属   | 新     | 5,437票  | 7.23%  |                        |

## 人物・市政

### 統一教会との関係
- 2021年（令和3年）4月中旬、世界平和統一家庭連合（旧統一教会）の集会に参加。7月4日投開票の市長選挙に向けて、教団側から支援を受けた[9]。
- 2022年（令和4年）5月7日、統一教会の関連団体「富山県平和大使協議会」が主催者として、角田の講演会を富山県高岡文化ホールで開催した[10]。同講演会は高岡市が後援した。
- 同年7月19日、統一教会の関連団体の世界日報社が運営する情報サイト「ビューポイント」は、角田のインタビュー記事を配信した[11]。
- 同年8月3日、会見を開き、統一教会との関係について「注視しながら今後の対応は検討したい」と述べた。その後、8月31日の会見で態度を変え、「今後は関係を持つことはないと思います」と述べた[12]。

### その他
- 2022年（令和4年）9月14日、市議会定例会で、高岡古城公園に立地する高岡市立博物館を移転し、高岡市美術館と一体的に整備する方針を示した[13]。
- 2023年（令和5年）10月9日から7日間の旅程で、角田、市議会議長ら6人は、アメリカ・インディアナ州にある姉妹都市のフォートウェーン市を訪問した。そのうち角田を含む4人はビジネスクラスを利用し、他の2人はエコノミークラスを利用した。4人の旅費は1人あたり218万円と、エコノミークラスの（114万円）約2倍近くになることから、市議会などで疑問視する声が上がった[14]。